# AC Reggiana 1919
AC Reggiana 1919 is een Italiaanse voetbalclub uit Reggio Emilia, in de regio Emilia-Romagna. De club werd opgericht in 1919 als AC Reggiana en in 2005 heropgericht als Reggio Emilia FC maar nam dan snel na de start van seizoen 2005/06 de naam AC Reggiana 1919 aan.
In 1993-94 speelde de club voor het eerst in de Serie A en kon zich net van degradatie redden, het volgende seizoen werd de club voorlaatste en degradeerde naar de Serie B. Na één seizoen keerde Reggiana terug maar werd laatste. Twee jaar later volgde een nieuwe degradatie naar de Serie C1, ook daar liep het niet van een leien dakje en moest de club tegen degradatie vechten.
Na het seizoen 2004/05 werd de club in de Serie C2 gezet wegens financiële problemen. In het seizoen 2007/08 eindigde Reggiana tweede in de Serie C2/B en promoveerde naar de Serie C1.
Aan het einde van het seizoen 2017/18 werd de club vanwege financiële redenen ontbonden. Vervolgens wordt de licentie toegekend aan de nieuw opgerichte Reggio Audace Football Club S.r.l. dat in de Serie D mag starten. Meteen daarop volgden twee achtereenvolgende promoties.

## Eindklasseringen
- 1971 1e
Serie C
- 1972 5e
Serie B
- 1973 10e
Serie B
- 1974 16e
Serie B
- 1975 17e
Serie B
- 1976 20e
Serie B
- 1977 6e
Serie C
- 1978 3e
Serie C
- 1979 4e
Serie C1
- 1980 11e
Serie C1
- 1981 1e
Serie C1
- 1982 10e
Serie B
- 1983 17e
Serie B
- 1984 9e
Serie C1
- 1985 5e
Serie C1
- 1986 4e
Serie C1
- 1987 3e
Serie C1
- 1988 10e
Serie C1
- 1989 1e
Serie C1
- 1990 7e
Serie B
- 1991 7e
Serie B
- 1992 7e
Serie B
- 1993 1e
Serie B
- 1994 13e
Serie A
- 1995 17e
Serie A
- 1996 3e
Serie B
- 1997 18e
Serie A
- 1998 11e
Serie B
- 1999 17e
Serie B
- 2000 13e
Serie C1
- 2001 16e
Serie C1
- 2002 14e
Serie C1
- 2003 12e
Serie C1
- 2004 15e
Serie C1
- 2005 5e
Serie C1
- 2006 8e
Serie C2
- 2007 5e
Serie C2
- 2008 1e
Serie C2
- 2009 5e
Prima Divisione
- 2010 5e
Prima Divisione
- 2011 8e
Prima Divisione
- 2012 9e
Prima Divisione
- 2013 15e
Prima Divisione
- 2014 12e
Prima Divisione
- 2015 3e
Prima Divisione
- 2016 7e
Prima Divisione
- 2017 5e
Prima Divisione
- 2018 4e
Serie C
- 2019 3e
Serie D
- 2020 2e
Serie C
- 2021 18e
Serie B
- 2022 2e
Serie C
- 2023 1e
Serie C
- 2024 11e
Serie B
- 2025 14e
Serie B

- Serie A
- Serie B
- Serie C
- Prima Divisione
- Seconda Divisione
- Serie D

## Bekende ex-trainers
- Carlo Ancelotti
- Dino Ballacci
- Mircea Lucescu

## Bekende (oud-)spelers
| - Francesco Antonioli - Luca Bucci - Igor Protti - Angelo Di Livio - Alberigo Evani - Marco Ferrante - Filippo Galli - Bruno Giorgi | - Nicola Legrottaglie - Fabrizio Ravanelli - Ruggiero Rizzitelli - Luigi Sartor - Cristiano Zanetti - Rui Águas - Paulo Futre | - Georges Grün - Dorin Mateuț - Georgi Nemsadze - Sunday Oliseh - Ioan Sabău - Cláudio Taffarel - Adolfo Valencia |